# Tuntun
Tuntun is een bestuurslaag in het regentschap Timor Tengah Utara van de provincie Oost-Nusa Tenggara, Indonesië. Tuntun telt 661 inwoners (volkstelling 2010).